# Несвицькі
Несвицькі (Несвизькі, Несвіцькі) — княжий рід, ймовірно, походженням з Рюриковичів, хоча частина дослідників вважають їх Гедиміновичами.

## Версії походження
Тривалий час вважали, що прізвище походить від міста Несвіж. Нині переважає версія, за якою родове прізвище походить від містечка Несвич (біля р. Полянки; нині село Несвіч поблизу Луцька).
Частина дослідників згідно схеми, яку в середині XX ст. відстоював польський учений Юзеф Пузина, вважає що рід Несвицьких походив з литовської династії Гедиміновичів через Дмитра-Корибута, сина великого князя литовського Ольгерда, ймовірним сином якого був князь Федько Несвізький тотожний, за цією версією Федорові Корибутовичу. Дана генеалогічна легенда виникла в середині XVI ст. серед представників княжих родів Збаразьких і Вишневецьких, які претендували на владу у Великому князівстві Литовському. Для підкріплення своїх претензій вони, зокрема, почали використовувати приставку «Корибут» у своїх прізвищах. Проте сучасні генеалогічні, геральдичні та сфрагістичні дослідження доводять, що Несвизькі походили від якоїсь із гілок Рюриковичів, скоріш за все від князів Турово-Пінських.

## Представники
- Василь (Вінницький, Божський) — можливо, залежний від князів Коріятовичів або їх співпрацівник; за версією Яна Тенґовського, підтриманого Янушем Куртикою, з великою ймовірністю батько Федька[2]
- Григорій Несвизький — згаданий у документі 1388 р.
- Іван Несвизький — згаданий у 1388-1403 рр.
  - Федько Несвизький — полководець великого князя литовського Свидригайла, староста подільський (1432—1433), брацлавський (1434—1435) і кременецький (1431—1435).
    - Юрій Федорович Несвизький (? — бл. 1460) — одружений з Анастасією Іванівною (Іллівною?) Мушат.
    - Василь Федорович Несвизький (? — до 1463)
      - Василь Васильович Несвизький (? — 1474) - князь Збаразький, дружина — Марія.
        - Михайло Васильович Вишневецький-Збаразький(1460 — 1512) — брацлавський намісник (староста, 1501-1507); від його синів походить княжий рід Вишневецьких.
        - Семен І Старший Васильович Збаразький (? — після 1482) — одружений з Катериною Цебровською. був родоначальником княжого роду Збаразьких.
        - Семен II Середній Васильович
        - Семен III Молодший Васильович
        - Марія Василівна - дружина Івана Владики
        - Федір Васильович Збаразький-Порицький (? — 1514) — князь на Порицьку, Тристені, Вороничах, дружина - Варвара Іллічівна Вячкович; протопласт княжих родів Порицьких і Воронецьких.

      - Семен Васильович Колоденський (? — 1481)  — староста крем'янецький (1478-1481), дружина Марія Олізарівна, княгиня Ровенська.
        - Анастасія (Настазія) Несвізька-Збаразька — княжна Рівненська і Колоденська, чоловік - Семен Юрійович Гольшанський (бл.1445 -†1505/06) — князь, великий гетьман литовський

      - Солтан Васильович (?—1474) — перейшов на службу до Москви.

  - Іван Несвицький-Передільницький,[3] дружина — Ярохна[3] з Бибельських;[4] її маєтком була, зокрема, Передільниця, осівши у ньому, почав підписуватись Передільницький[5]
    - Яцько Передільницький[6] — власник Передільниці на Перемишльщині.